# Davydov (udde)
Davydov är en udde i Antarktis. Den ligger i Östantarktis. Australien gör anspråk på området.
Terrängen inåt land är huvudsakligen platt, men åt nordväst är den kuperad. Havet är nära Davydov åt nordost. Trakten är obefolkad. Det finns inga samhällen i närheten.